# Wara no Tate

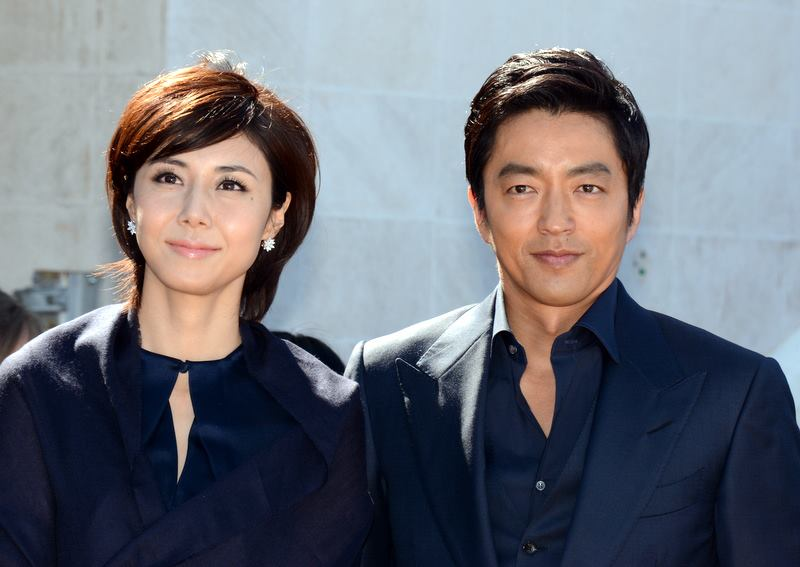
Nanako Matshushima i Takao Osawa a Canes 2013

Wara no Tate (藁の楯), comercialitzada internacionalment com Shield of Straw, és un a pel·lícula de thriller d'espies japonesa del 2013 dirigida per Takashi Miike. Va ser nominada a la Palma d'Or al 66è Festival Internacional de Cinema de Canes i va ser estrenada el 26 d'abril 2013.

## Argument
Ninagawa va ser un home poderós en la política japonesa i amb grans connexions econòmiques. Aleshores, la seva néta és assassinada. El sospitós és Kunihide Kiyomaru. Tres mesos després de l'assassinat de la seva néta, Ninagawa col·loca un anunci de pàgina sencera als tres principals diaris japonesos. L'anunci diu que si Kiyomaru és assassinat, Ninagawa oferirà 1.000.000.000 de iens com a recompensa. Kunihide Kiyomaru es lliura a la comissaria de policia de la prefectura de Fukuoka. Cinc detectius de la Policia de Seguretat (SP) del Departament de Policia Metropolitana de Tòquio viatgen a Fukuoka per escortar a Kunihide Kiyomaru de tornada al Departament de Policia Metropolitana de Tòquio. La distància entre Fukuoka i Tòquio és d'aproximadament 1.200 km.

## Repartiment
- Takao Osawa com a Kazuki Mekari
- Nanako Matsushima com Atsuko Shiraiwa
- Tatsuya Fujiwara com a Kunihide Kiyomaru
- Masatō Ibu com a Kenji Sekiya
- Kento Nagayama com a Masaki Kamihashi
- Hirotarō Honda com a Oki
- Kimiko Yo com a Chikako Yuri
- Tsutomu Yamazaki com a Ninagawa

## Producció
El rodatge va començar el 19 d'agost de 2012,i va tenir lloc al Japó, principalment a les prefectures d'Aichi i Mie, i Taiwan. Després que el Shinkansen va negar el permís per rodar a bord del seu material mòbil, les escenes del tren es van rodar al Taiwan High Speed Rail el setembre d'aquell any, amb el suport de la Taipei Film Commission.

## Remake
El 24 d'octubre de 2016, es va anunciar que EuropaCorp planeja un remake en anglès que serà escrit per Creighton Rothenberger i Katrin Benedikt i produït per Chris Weitz de Depth of Field, Andrew Miano i Dan Balgoyen i All Nippon Entertainment Works de Sandy Climan i Annmarie Bailey, i Naoaki Kitajima de Nippon Television.